# Le Chaffaut-Saint-Jurson
Le Chaffaut-Saint-Jurson település Franciaországban, Alpes-de-Haute-Provence megyében. Lakosainak száma 689 fő (2022. január 1.). Le Chaffaut-Saint-Jurson Aiglun, Châteauredon, Digne-les-Bains, Malijai, Mallemoisson, Mézel, Mirabeau és Saint-Jeannet községekkel határos.

## Népesség
A település népességének változása:
| Lakosok száma | 178  | 346  | 510  | 711  | 722  | 693  | 689  | 687  | 688  | 689  |
|               | 1968 | 1982 | 1990 | 2006 | 2013 | 2015 | 2017 | 2019 | 2020 | 2022 |